# Valérie Letarte
Pour les articles homonymes, voir Letarte.
Valérie Letarte (Montréal, 30 mai 1961, Sutton, 28 décembre 2008) est une animatrice québécoise de télévision et de radio.

## Biographie
Elle a suivi des études en sciences politiques à l'Université de Montréal, puis deux années d'études au Conservatoire d'art dramatique. Elle continue ensuite ses études à l'Institut Universitaire de Technologie de Strasbourg, France. Elle a ensuite étudié en communication à l'Université du Québec à Montréal.
Elle commence sa carrière radiophonique à Radio Centre-Ville, puis est engagée à CKOI-FM, où elle anime l'émission de nuit. Elle travaille aussi à CKVL et au FM 93.
Elle est engagée en 1992 comme chroniqueuse culturelle pour Le Grand Journal de la chaîne télévisée TQS. C'est pendant cet emploi qu'elle réplique aux critiques de l'écrivain Michel Tremblay, qui avait déprécié le travail des animateurs culturels dans les médias électroniques. En 1993, elle fait partie de l'équipe de Salut Bonjour, l'émission du matin à TVA, également comme chroniqueuse culturelle.
À partir de 1998, la Première Chaîne de la Société Radio-Canada retient ses services pour la coanimation de l'émission C'est bien meilleur le matin, durant cinq ans. 
Mais, toute nouvelle maman, c'est en prenant les commandes, à l'automne 2003, de 275-Allô et Ados-Radio, émissions de la Première Chaîne destinées respectivement aux enfants du primaire et du secondaire, qu'elle acquiert sa réputation de grande animatrice, à tel point que l'auditoire de ces émissions, théoriquement exclusivement pré-adulte, devient maintenant agrandi par de nombreux parents et éducateurs.  
En 2005, le Conseil pédagogique interdisciplinaire du Québec lui décerne le Mérite d’honneur en éducation, « pour l’attention qu’elle porte à la qualité de la langue et pour l’influence positive qu’elle a auprès de la jeunesse ».
Dans la presse écrite, elle a collaboré aux journaux La Presse et  Voir, ainsi qu'au magazine Protégez-vous et Elle Québec. 
En 2006, elle apprend qu'elle est atteinte du cancer. Elle décède le 28 décembre 2008, à Sutton, à l'âge de 47 ans.